# 枚方市立明倫小学校
枚方市立明倫小学校（ひらかたしりつ めいりんしょうがっこう）は、大阪府枚方市中宮西之町にある公立小学校。
従来の枚方市立殿山第一小学校および枚方市立山田小学校の校区を再編し、1957年に開校した。開校以来1970年代までは児童数1000人を超える規模の学校だったが、新設校の開校に伴う校区縮小や少子化傾向などにより、1980年頃を境に児童数は減少している。

## 沿革
- 1957年4月1日 - 枚方市立山田第二小学校として開校。

その後枚方市立明倫小学校に改称。
- 1958年 - 校章制定
- 1959年 - 校歌・校旗制定
- 1966年 - プール完成
- 1968年 - 従来の校区の一部を、新設の枚方市立高陵小学校校区へ分離。
- 1972年 - 枚方市立中宮小学校を分離。
- 1980年 - 従来の校区の一部を、新設の枚方市立中宮北小学校校区へ分離。

## 通学区域
- 枚方市 禁野本町1丁目（一部）、中宮西之町（一部）、中宮本町（一部）、宮之阪1丁目・2丁目、宮之阪3丁目（一部）。

卒業生は基本的に枚方市立中宮中学校に進学する。

## 交通
- 京阪交野線 宮之阪駅 北東へ約800m。
- 京阪本線・交野線 枚方市駅 東へ約1.5km。